# وایدن (راینلاند-فالتس)
وایدن (به آلمانی: Weiden) یک شهر در آلمان است که در بیرکنفلد واقع شده‌است. وایدن ۸۱ نفر جمعیت دارد.